# ITV西部

ITV西部的播出區域

ITV西部（ITV West Country），舊稱西部電視（Westcountry Television）和卡爾頓西部（Carlton Westcountry），是一個獨立電視台牌照所有者，範圍包括康沃爾郡、德文郡、夕利群島、索美塞特郡南部和西部、多塞特郡西部。ITV西部的前身是開始播出於1993年1月1日的ITV Westcountry。在经过播出区域的合并调整后，ITV威爾士和西部在2009年分割为ITV威尔斯和ITV西部。

## 外部連結
- itv.com上《ITV West Country 》的資料